# Древнекрылые
Древнекры́лые (лат. Palaeoptera) — инфракласс крылатых насекомых, включающий в себя несколько древних отрядов, представители большинства из которых вымерли в конце палеозоя. В настоящее время существуют только отряды Ephemeroptera (подёнки) и Odonata (стрекозы).

## Характеристика
Главный признак Palaeoptera — их крылья не могут складываться за брюшком, как у Neoptera (только представители вымершего отряда диафаноптеродей (Diaphanopterodea) обнаруживают эту способность). Различающиеся механизмы складывания крыльев и их работа при полёте свидетельствуют о разных путях эволюционного развития древнекрылых и новокрылых насекомых. 
Отсутствие необходимого палеонтологического материала приводит к сильным затруднениям в установлении близкородственных связей между различными группами палеоптер. Три выделяемых в настоящее время надотрядов объединяют, в основном, только их отличия в строении тела от новокрылых. Существуют три гипотезы, согласно каждой из которых один из трёх надотрядов древнекрылых состоит в более близком родстве с новокрылыми, чем два других, и, таким образом, палеоптеры являются парафилетической группой. Факт того, что Diaphanopterodea  могли складывать крылья вокруг брюшка, может означать, что все Palaeodictyopteroidea являются ранней базальной группой всех птеригот (крылатых насекомых).

## Классификация
- Инфракласс Древнекрылые насекомые  (Palaeoptera)
  - † Надотряд Palaeodictyopteroidea — Палеодиктиоптероиды
    - † Отряд Archodonata
    - † Отряд Diaphanopterodea — Диафаноптеродеи
    - † Отряд Palaeodictyoptera — Палеодиктиоптеры
    - † Отряд Megasecoptera — Мегасекоптеры

  - Надотряд Odonatoptera (Odonatoidea) — Одонатоидные, или стрекозообразные
    - † Отряд Argentinoptera
    - † Отряд Campylopterodea
    - † Отряд Eugeroptera
    - † Отряд Geroptera
    - † Отряд Kukaloptera
    - † Отряд Protanisoptera — Протанизоптеры[2]
    - † Отряд Protodonata (Meganisoptera)
    - † Отряд Protozygoptera
    - † Отряд Triadophlebioptera
    - Отряд Odonata — Стрекозы

  - Надотряд Panephemeroptera
    - † Отряд Permoplectoptera
    - † Отряд Coxoplectoptera
    - Отряд Ephemeroptera — Подёнки